# Larsia pallescens
Larsia pallescens är en tvåvingeart som först beskrevs av Edwards 1931.  Larsia pallescens ingår i släktet Larsia och familjen fjädermyggor. Inga underarter finns listade i Catalogue of Life.